# John Archer (Fußballspieler, 1936)
John George Archer (* 9. April 1936 in Whitstable; † 28. Mai 1987 in Canterbury) war ein englischer Fußballtorhüter.

## Karriere
Archer machte 17-jährig gegen Ende der Saison 1953/54 als Torhüter von Whitstable Town in der Kent League auf sich aufmerksam und wurde nach nur wenigen Einsätzen im April 1954 von Grimsby Town verpflichtet. Der Torhüter debütierte unter Trainer Billy Walsh in der Football League Third Division North zum Saisonauftakt 1954/55 bei einem 3:0-Sieg gegen AFC Rochdale. Nach sechs Einsätzen, in denen er einen Elfmeter parierte, verlor er verletzungsbedingt seinen Platz an den vormaligen Stammtorhüter Clarrie Williams, kehrte aber zwischen Oktober und November für weitere vier Ligaeinsätze in das Tor von Grimsby zurück und hielt dabei einen weiteren Strafstoß. Bereits Mitte Januar 1955 ließ er seinen Vertrag wegen Heimweh auflösen und kehrte zu Whitstable Town in den Non-League Football zurück. 
Während seines Militärdienstes spielte er einige Zeit für Canterbury City und setzte seine Karriere, nach einem weiteren Aufenthalt bei Whitstable, in der Southern League bei Ashford Town und dem FC Margate fort. Archer, der beruflich als Bootsbauer tätig war, starb 1987 an einem Hirntumor.